# 메이테쓰 쓰시마선
쓰시마선(일본어: 津島線)은 일본 아이치현 기요스시의 스카구치역부터 아이치현 쓰시마시의 쓰시마역을 연결하는 나고야 철도의 철도 노선이다.

## 노선 정보
- 노선 거리 : 11.8 km
- 궤간 : 1067mm
- 역 수 : 8역 (기·종점역 포함)
- 복선화 구간 : 전 노선
- 전철화 구간 : 전 노선 전철화 (직류 1500V)
- 폐색 방식 : 자동 폐색식
- 허가 최고 속도 : 105 km/h
- 최소 곡선 반경 : 200m

## 역 목록
| 역 번호 | 역명     | 일어 역명 | 역간 거리 | 누계 거리 | 준 급 | 급 행 | 특 급 | 접속 노선                 | 소재지     |
| NH42    | 스카구치 | 須ヶ口    | -         | 0.0       | ●     | ●     | ▼     | 나고야 철도 ■ 나고야 본선 | 기요스시   |
| TB01    | 지모쿠지 | 甚目寺    | 2.0       | 2.0       | ●     | ●     | ▼     |                           | 아마시     |
| TB02    | 싯포     | 七宝      | 1.7       | 3.7       | │     | │     | │     |                           | 아마시     |
| TB03    | 기다     | 木田      | 1.7       | 5.4       | ●     | ●     | ▼     |                           | 아마시     |
| TB04    | 아오쓰카 | 青塚      | 1.9       | 7.3       | │     | │     | │     |                           | 쓰시마시   |
| TB05    | 쇼바타   | 勝幡      | 1.7       | 9.0       | ●     | ●     | ▼     |                           | 아이사이시 |
| TB06    | 후지나미 | 藤浪      | 1.2       | 10.2      | │     | │     | │     |                           | 아이사이시 |
| TB07    | 쓰시마   | 津島      | 1.6       | 11.8      | ●     | ●     | ▼     | 나고야 철도 ■ 비사이선    | 쓰시마 시  |